# کسینسو د لیمیا
کسینسو د لیمیا (به اسپانیایی: Xinzo de Limia) یک شهرستان در اسپانیا است.